# Батовац
Батовац је насеље у Србији у општини Пожаревац у Браничевском округу. Према попису из 2022. било је 394 становника.

## Познати становници
- Врачара Станојка, деловала 1930-тих,[1]
- Марјан Марковић, фудбалер (* 1981)

## Демографија
У насељу Батовац живи 463 пунолетна становника, а просечна старост становништва износи 40,1 година (39,7 код мушкараца и 40,5 код жена). У насељу има 178 домаћинстава, а просечан број чланова по домаћинству је 3,35.
Ово насеље је великим делом насељено Србима (према попису из 2002. године), а у последња три пописа, примећен је пад у броју становника.
|  |

| Демографија | Демографија | Демографија |
| Година      | Становника  | Становника  |
| ----------- | ----------- | ----------- |
| 1948.       | 989         |             |
| 1953.       | 1.005       |             |
| 1961.       | 1.028       |             |
| 1971.       | 958         |             |
| 1981.       | 951         |             |
| 1991.       | 920         | 668         |
| 2002.       | 596         | 834         |
| 2011.       | 608         |             |

| Етнички састав према попису из 2002.‍ | Етнички састав према попису из 2002.‍ | Етнички састав према попису из 2002.‍ | Етнички састав према попису из 2002.‍ | Етнички састав према попису из 2002.‍ |
| ------------------------------------ | ------------------------------------ | ------------------------------------ | ------------------------------------ | ------------------------------------ |
|                                      |                                      |                                      |                                      |                                      |
| Срби                                 | Срби                                 |                                      | 593                                  | 99,49%                               |
| Хрвати                               | Хрвати                               |                                      | 1                                    | 0,16%                                |
| Македонци                            | Македонци                            |                                      | 1                                    | 0,16%                                |
| непознато                            | непознато                            |                                      | 0                                    | 0,0%                                 |

| Година пописа     | 1948. | 1953. | 1961. | 1971. | 1981. | 1991. | 2002. |
| ----------------- | ----- | ----- | ----- | ----- | ----- | ----- | ----- |
| Број домаћинстава | 218   | 219   | 224   | 209   | 210   | 206   | 178   |

| Број чланова      | 1  | 2  | 3  | 4  | 5  | 6  | 7 | 8 | 9 | 10 и више | Просек |
| ----------------- | -- | -- | -- | -- | -- | -- | - | - | - | --------- | ------ |
| Број домаћинстава | 38 | 32 | 27 | 30 | 25 | 16 | 8 | 2 | 0 | 0         | 3,35   |

| Пол    | Укупно | Неожењен/Неудата | Ожењен/Удата | Удовац/Удовица | Разведен/Разведена | Непознато |
| ------ | ------ | ---------------- | ------------ | -------------- | ------------------ | --------- |
| Мушки  | 237    | 39               | 168          | 14             | 16                 | 0         |
| Женски | 251    | 27               | 163          | 51             | 9                  | 1         |
| УКУПНО | 488    | 66               | 331          | 65             | 25                 | 1         |

| Пол    | Укупно                    | Пољопривреда, лов и шумарство | Рибарство                            | Вађење руде и камена | Прерађивачка индустрија       |
| ------ | ------------------------- | ----------------------------- | ------------------------------------ | -------------------- | ----------------------------- |
| Мушки  | 125                       | 83                            | 0                                    | 5                    | 8                             |
| Женски | 67                        | 53                            | 0                                    | 0                    | 2                             |
| УКУПНО | 192                       | 136                           | 0                                    | 5                    | 10                            |
| Пол    | Производња и снабдевање   | Грађевинарство                | Трговина                             | Хотели и ресторани   | Саобраћај, складиштење и везе |
| Мушки  | 9                         | 4                             | 4                                    | 0                    | 7                             |
| Женски | 0                         | 0                             | 4                                    | 0                    | 0                             |
| УКУПНО | 9                         | 4                             | 8                                    | 0                    | 7                             |
| Пол    | Финансијско посредовање   | Некретнине                    | Државна управа и одбрана             | Образовање           | Здравствени и социјални рад   |
| Мушки  | 0                         | 0                             | 2                                    | 0                    | 0                             |
| Женски | 0                         | 1                             | 1                                    | 1                    | 5                             |
| УКУПНО | 0                         | 1                             | 3                                    | 1                    | 5                             |
| Пол    | Остале услужне активности | Приватна домаћинства          | Екстериторијалне организације и тела | Непознато            | Непознато                     |
| Мушки  | 2                         | 0                             | 0                                    | 1                    | 1                             |
| Женски | 0                         | 0                             | 0                                    | 0                    | 0                             |
| УКУПНО | 2                         | 0                             | 0                                    | 1                    | 1                             |